# エリック・アーント
エリック・アーント（Eric Arndt、1986年12月8日 - ）はアメリカ合衆国のプロレスラー。ニュージャージー州ハッケンサック出身。

## 来歴
学生時代はアメリカンフットボールをプレイし、サリスベリー大学在籍時にはラインバッカーとして活躍した。

### WWE

#### NXT
2012年8月、WWEとディベロップメント契約を交わし入団。エンツォ・アモーレ（Enzo Amore）のリングネームでトレーニングを開始し、10月25日のハウスショーで6人制タッグマッチでデビューを果たした。
2013年5月1日、NXTにてメイソン・ライアンと対戦するも瞬殺されてしまった。6月よりライアンに負けたという同じ境遇を持つコリン・キャサディとタッグを組むようになり、ライアンと抗争を開始。6月19日にはライアンとのハンディーキャップマッチにおいて勝利するも7月31日にトンズ・オブ・ファンクと対戦した際にライアンの介入にやられてしまい敗戦した。8月よりタッグ戦線に乗り込むようになり、ファイティング・リージョナーズと抗争を開始。9月25日にはNXTタッグ王座挑戦権争奪ガントレットマッチにおいてCJパーカー & タイラー・ブリーズ、ファイティング・リージョナーズと続けて勝利したもののジ・アセンションに敗戦し挑戦権を逃す。11月に足を骨折したことにより長期欠場することになった。

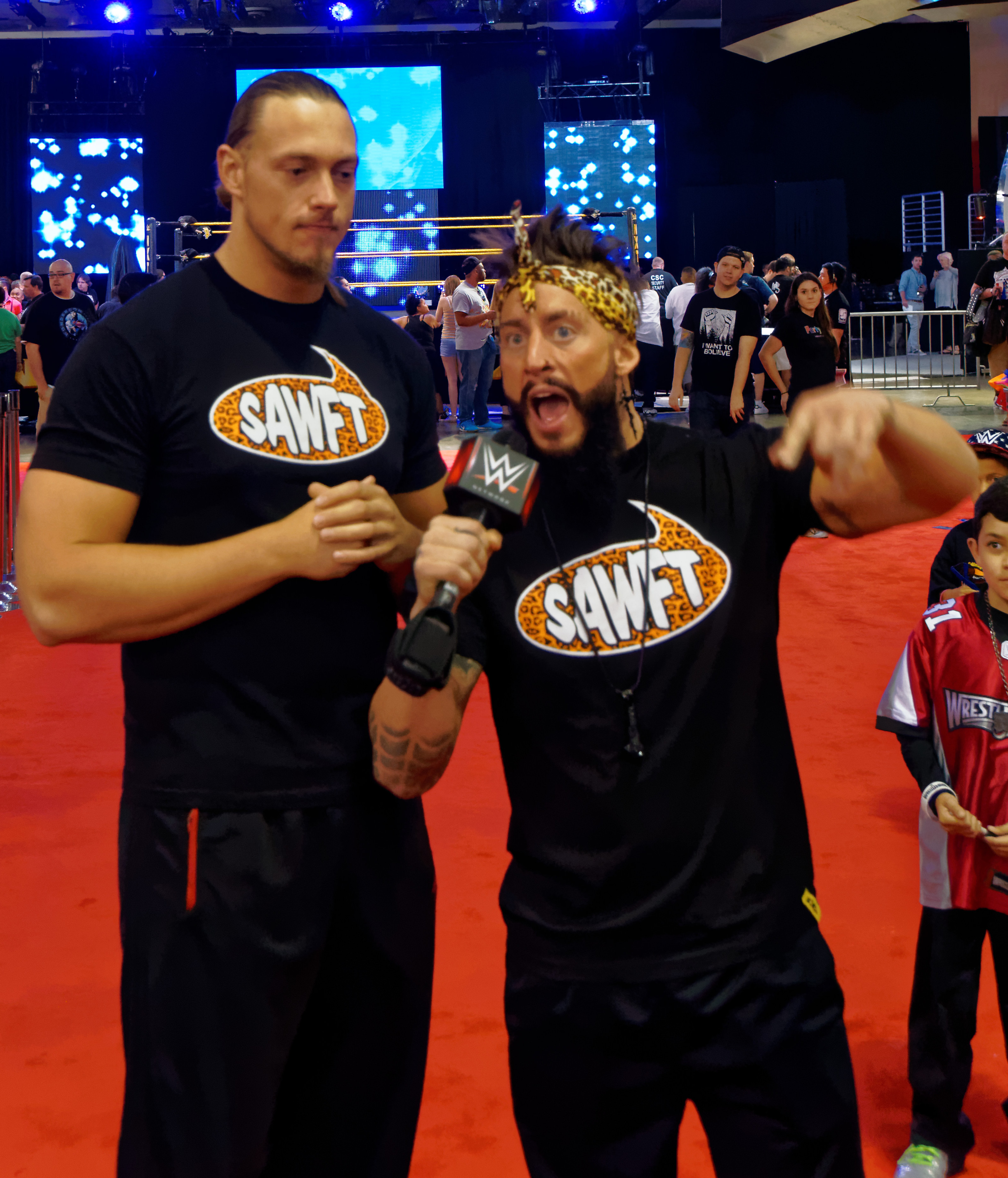
2015年3月

2014年1月22日、NXTではバックステージにて車椅子に乗ってキャサディと共にエイデン・イングリッシュを言い負かすが、29日にキャサディ vs タイラー・ブリーズの試合中にバックステージにてイングリッシュに襲撃されたかのような映像が流された。それに気を取られたキャサディは敗戦。試合終了後、キャサディがバックステージへと駆け込むとアモーレは襲撃された様子もなく、この有様にキャサディは怒り退室していった。以降、NXTでの出番がなくなってしまったものの、6月26日のNXTにおいてキャサディがリージョナーズに襲撃されそうになったところで登場してキャサディを助けた。8月より開始したNXTタッグ王座挑戦権獲得トーナメントに出場し、21日に行われた準決勝にてボードビラインズ（エイデン・イングリッシュ & サイモン・ゴッチ）と対戦するが敗戦。試合後にはリージョナーズにより襲撃されてしまい、髭を剃られてしまった。9月11日、Takeover Fatal 4 Wayにて遺恨戦としてルフォーとヘアー vs ヘアーマッチを行い勝利するが、ルフォーは逃走。代わりにルフォーの相棒であるマーカス・ルイスを捕え、脱毛剤を頭から浴びせて髪の毛を脱毛させた。10月15日、リージョナーズとの試合直後に新たなメンバーとしてディーヴァであるカーメラを紹介。カーメラ vs ブルーパンツでカーメラが勝利し3人での活動を開始。
2015年2月、NXTタッグ王座を保持するダブステップ・カウボーイズ（ブレイク & マーフィー）と抗争を開始。ダブステップ・カウボーイズ自体はキャサディとアモーレは眼中になくカーメラに求愛し続ける。5月20日、Takeover Unstoppableにてダブステップ・カウボーイズに挑戦。キャサディに交代させられないように一点集中で攻められてグロッキー状態に陥りながらもトップロープへ上げられたところをスウィンギングDDTをマーフィーに決めてタッチに成功し、キャサディが奮闘するもアレクサ・ブリスがカーメラを襲撃してレフェリーを妨害した事により敗戦した。12月16日、Takeover LondonにてNXTタッグ王座を保持するメカニックス（ダッシュ・ワイルダー & スコット・ドーソン）に挑戦。序盤にキャサディがドーソンとワイルダーから2人がかりで攻められ苦戦するが場外に追い出すとキャサディに投げられ状況を打破。しかし、長時間捕まり、キャサディも脚を痛めた事により流れを逆転出来ず最後にシャッター・マシーンを喰らい敗戦した。
2016年3月12日、WWE・Roadblock 2016にてNXTタッグ王座を保持するザ・リバイバル（ダッシュ・ワイルダー & スコット・ドーソン）に挑戦。序盤より捕まり苦戦を強いられるがキャサディへのタッチに成功すると流れを一転。スカイズ・ザ・リミットを狙うがコーナーポストに登ったところでドーソンの介入に遭い不発。キャサディが場外にてシャッターマシーンを喰らってしまい孤立したところ、最後にシャッターマシーンを決められ敗戦した。

#### WWE
2016年4月4日、WWEに昇格。RAWにてウーソズ（ジミー・ウーソ & ジェイ・ウーソ） vs ダッドリー・ボーイズ（ババ・レイ・ダッドリー & ディーボン・ダッドリー）の試合後、勝利したダッドリー・ボーイズが場外で言い争っているところにキャサディと共にバックステージから登場。リングへ上がると恒例であるマイクアピールでダッドリー・ボーイズを挑発して対戦をアピール。最後に "SAWFT" で締めた。同月14日、SmackDownにてWWEタッグ王座挑戦権争奪トーナメントにエントリー。1回戦でジ・アセンション（コナー & ビクター）との対戦。序盤にアセンションの連携により自身が捕まってしまい主導権を握られるがキャサディとのタッチ後、ビクターにエンパイア・エルボーからビッグブーツで倒すと形勢を逆転。最後にキャサディがビクターにスピニングサイドスラムで倒し、スカイズ・ザ・リミットを決めてWWEデビュー戦を勝利で飾った。同月18日、RAWにて準決勝でダッドリー・ボーイズと対戦。序盤より捕まり苦戦。ババ・レイのトップロープからのセントーンを避け、難を逃れてキャサディにタッチ成立後、ババ・レイのクローズラインをディーボンに誤爆するようキャサディが誘発。ビッグブートを決めて形勢を逆転するとスカイズ・ザ・リミットを決めて勝利。金星を手にした。5月1日、Payback 2016にて決勝でボードビリアンズと対戦。WWEデビュー時とは違いキャサディの連携を上手く行い主導権を握っていたが、ゴッチよりロープに投げられたところ場外へ滑り込もうとした事に失敗して首がロープに当たるとリングに側頭部を打ちつけ失神。動けなくなりレフェリーの判断により無効試合となった。容体が心配されたものの病院での検査終了後には元気な姿が確認された。同月23日、RAWにてキャス vs ババ・レイ・ダッドリーとの試合でキャスのセコンドとして復帰。同月27日、WWE Liveにて試合に復帰してキャスと再びタッグとして活動。
2017年5月22日、RAWにてバックステージで何者かによって襲撃され昏倒。同月29日、再びバックステージにて再び何者かにより襲撃されてしまう。6月5日、カール・アンダーソン & ルーク・ギャローズとの対戦前にバックステージでキャスが何者かに襲撃されてしまう。この事態に自身はビッグ・ショーと組んで試合を行い勝利。同月12日、キャスと組んでカール・アンダーソン & ルーク・ギャローズと対戦するが最後に合体技であるマジック・キラーを決められ敗戦。試合後に襲撃されると救助に来たビッグ・ショーに助けられ抱擁を交わした。同月19日、遂に襲撃事件に決着をつけることになり、カート・アングル、キャス、そして容疑をかけられているザ・リバイバル（スコット・ドーソン & ダッシュ・ワイルダー）、ビッグ・ショーとリングに集まり、討論を交わすが実況席よりコリー・グレイブスが割り込むとキャスが犯人である証拠フィルムを流される。これに驚愕しているとキャスから不満が募っていた真相を語られると罵倒されビッグブートを決められた。事実上のタッグを解散する事になった。8月22日、205 LiveにてWWEクルーザー級王者であるネヴィル vs 戸澤陽の王座戦でネヴィルが勝利。試合後、ネヴィルのマイクアピールを遮り登場。対戦を要求した。9月24日、No Mercy 2017にてWWEクルーザー級王座を保持するネヴィルに挑戦。終盤に場外で攻撃を受けた際にベルトを取り挑発。リングに戻りレフェリーからベルトを取り上げられた隙を突いてネヴィルにローブローを仕掛けて丸め込み勝利。ベルトを奪取した。10月22日、TLC 2017にてWWEクルーザー級王座を保持するカリストに挑戦。終盤にカリストのサリーダ・デル・ソルを避け、足を掴まれるがエプロンサイドの幕を掴んで耐えてサミングを敢行。最後にジョードンゾーを決めて勝利。ベルトを奪取した。
2018年1月、2017年10月に女性に対して性的暴行を犯していたという被害届が出され、本人は容疑を完全否定。捜査段階でありながら同月23日、WWEから解雇となった。
2019年4月6日(日本時間4月7日)、マディソン・スクエア・ガーデンで行われたIWGPタッグ王座・ROH世界タッグ王座の二冠決定戦にて試合後、キャスと共に突如乱入。ブリスコ・ブラザーズらを襲撃し会場を騒然とさせた。

## 得意技
ジョードンゾー
インヴァーテッド・フェイスバスター。足を相手の顔面に押し当て、腕を取って後ろへと倒れこんで蹴りを決める。
DDG
ダイビングDDT。
ドロップキック
ダイビング・クロスボディ
エア・エンツォ
ダイビングボディプレス。
スーサイド・ダイブ
ベースボールパンチ
バダ・ブン・シャカラカ
ビッグ・キャスとの合体技。真上まで持ち上げられて決めるロケット・ランチャー。

## 決め台詞
- S-A-W-F-T. Saaaawwft !!!!!!
- how you doin!

## 入場曲
- Italian Lover
- SAWFT is a Sin

## 獲得タイトル
WWE
- WWEクルーザー級王座 : 2回